# Lisa Lambe
Lisa Lambe (Dublino, 1º agosto 1983) è una cantante e attrice irlandese.

## Carriera
Laureata in recitazione presso la Trinity College di Dublino, è stata nominata per il premio come migliore attrice agli Irish Times Theatre Awards per la sua interpretazione nel ruolo principale di Philomena O Shea in Rough Magic.
I ruoli teatrali che ha interpretato sono: Anna Karenina e Johanna in Sweeney Todd al Gate Theater; Oonagh in Jimmy's Hall e Lil (scritti appositamente per lei) in The Country Girls da Edna O'Brien all'Abbey Theatre;
Ha interpretato Elizabeth in The Bloody Irish, un musical scritto per PBS nel 2015.

## Carriera musicale
È stata membro del Celtic Woman dal 2010 al 2014, durante il quale ha partecipato alla realizzazione degli album: Believe, Home For Christmas, Emerald: Musical Gems.
Il suo primo album da solista Hiding Away è stato registrato a Nashville nel 2015. Ha pubblicato il suo secondo album da solista Juniper tramite la Blue Elan Records nel 2020.

## Discografia

### Solista
- 2015 - Hiding Away-
- 2015 - An Klondike OST
- 2020 - Juniper

### Celtic Woman
- 2011 - Celtic Woman: Believe
- 2015 - Celtic Woman: Home for Christmas
- 2014 - Celtic Woman: Emerald Musical Gems